# Nicole Stéphane
Nicole de Rothschild (27 mei 1923 - 13 maart 2007) was een Franse actrice en filmproducent. Ze werd als actrice bekend door haar rol in twee films van Jean-Pierre Melville, Les Enfants terribles en Le Silence de la mer.
Ze ging in het leger gedurende de Tweede Wereldoorlog en werd gevangengenomen in Spanje nadat ze in 1942 de Pyreneeën was overgestoken waar de zich wilde voegen bij de Vrije Fransen. Ze was ook een verbindingsagent in Duitsland.

## Filmografie
Als actrice:
- Le silence de la mer (1949) – De nicht
- Les enfants terribles (1950) – Élisabeth
- Né de père inconnu (1950) – Jacqueline Mussot
- Le défroqué (1954) – Catherine Grandpré
- Monsieur et Madame Curie (1956) – Marie Curie / vertelster (short)
- Carve Her Name with Pride (1958) – Denise Bloch

## Prijzen
- 1953 - Genomineerd voor een BAFTA Award voor Beste Buitenlandse Actrice - Les Enfants terribles